# Rané Šu
Říše Rané Šu (čínsky pchin-jinem Qián Shǔ, znaky 前蜀) byla v letech 907–925 jedním z jihočínských států období Pěti dynastií a deseti říší. Rozkládala se v moderní provincii S’-čchuan. Vznikla roku 907, když Wang Ťien, ovládající zmíněný region, neuznal svržení posledního císaře říše Tchang a nástup říše Pozdní Liang v severní Číně, přisvojil si titul císaře, svůj stát pojmenoval Velké Šu (čínsky pchin-jinem Dà Shǔ, znaky 大蜀) a vládl prakticky nezávisle. Roku 917 přejmenoval svůj stát na Velká Chan (čínsky pchin-jinem Dà Hàn, znaky 大漢), následující rok se vrátil ke starému názvu. Historikové pro odlišení od jiných států jménem Šu zavedli označení Rané Šu. Wang Ťien ještě roku 618 zemřel, na trůn po něm nastoupil jeho syn Wang Jen. Říše Rané Šu zanikla roku 925, kdy byla dobyta říší Pozdní Tchang.

## Historie
Ke konci říše Tchang autorita její vlády klesala a povstání Chuang Čchaoa v letech 874–884 ještě více oslabilo moc ústředních úřadů. V následujících desetiletích regionální vojenští guvernéři ťie-tu-š’ spravovali svěřená území prakticky nezávisle. Západ moderní provincie S’-čchuan ovládal od roku 891 ťie-tu-š’ Wang Ťien, který roku 897 zabral i východ S’-čchuanu, od roku 903 s titulem knížete ze Šu. Ču Wen, nejvlivnější ťie-tu-š’ severní Číny, roku 907 sesadil posledního tchangského císaře a sám se stal císařem říše (Pozdní) Liang. Wang Ťien neuznal Ču Wenovu uzurpaci a sám se prohlásil císařem říše Velké Šu, která od historiků dostala označení Raná Šu. V letech 617–618 krátkodobě změnil jméno svého státu na Velká Chan. Přijímal vzdělance prchající před boji na severu Číny a s jejich pomocí zorganizoval administrativu svého státu, řádná správa přispěla k politickému uklidnění a hospodářskému rozvoji země.
Wang Ťien roku 618 zemřel. Novým císařem Rané Šu se stal jeho syn Wang Jen. Byl to slabý panovník, za jehož vlády se v administrativě rozšířila korupce a nekompetence. Roku 625 podnikla armáda říše Pozdní Tchang invazi do Šu a dobyla jej.
Kontrola pozdnětchangských císařů nad S’-čchuanem nevydržela dlouho, už roku 930 se vzbouřili ťie-tu-š’ S’-čchuanu (západ moderního S’-čchuanu) Meng Č’-siang a ťie-tu-š’ Tung-čchuanu (východ moderního S’-čchuanu) Tung Čang. Roku 932 Meng Č’-siang porazil Tung Čanga a zabral jeho země a formálně se podřídil říši Pozdní Tchang, roku 934 však opět odpadl a vyhlásil nezávislou říši (Pozdní) Šu.

## Panovníci
| Jméno                                                             | Jméno       | Jméno                   | Portrét | Narození Úmrtí | Vláda   | Éra vlády |
| posmrtné                                                          | chrámové    | příjmení a osobní jméno | Portrét | Narození Úmrtí | Vláda   | Éra vlády |
| ----------------------------------------------------------------- | ----------- | ----------------------- | ------- | -------------- | ------- | --- |
| Šen-wu šeng-wen siao-te ming-chuej chuang-ti 神武聖文孝德明惠皇帝 | Kao-cu 高祖 | Wang Ťien 王建          |         | 847–918        | 907-918 | Wu-čcheng (武成, 908–910) Jung-pching (永平, 911–915) Tchung-čeng (通正, 916) Tchien-chan (天漢, 917) Kuang-tchien (光天, 918) |
| vévoda Šun-čeng 順正公                                            | –           | Wang Jen 王衍           |         | 899–926        | 918-925 | Čchien-te (乾德, 919–924) Sien-kchang (咸康, 925)                                                                              |

Wang Jen je znám jako Poslední vládce Raného Šu (前蜀後主, Čchien Šu chou-ču).